# U-536
 U-536  — немецкая подводная лодка типа IXC/40, времён Второй мировой войны. 
Заказ на постройку субмарины был отдан 10 апреля 1941 года. Лодка была заложена на верфи судостроительной компании «Дойче Верфт АГ» в Гамбурге 13 марта 1942 года под строительным номером 354, спущена на воду 21 октября 1942 года, 13 января 1943 года под командованием капитан-лейтенанта Рольфа Шайенбурга вошла в состав учебной 4-й флотилии. 1 июня 1943 года вошла в состав 2-й флотилии. Лодка совершила 2 боевых похода, успехов не достигла. 20 ноября 1943 года лодка была потоплена в Северной Атлантике, к северо-востоку от Азорских островов, в районе с координатами 43°50′ с. ш. 19°39′ з. д. глубинными бомбами с британского фрегата HMS Nene (K 270) и канадских корветов HMCS Snowberry (K 166) и HMCS Calgary (K 231). 38 членов экипажа погибли, 11 были спасены. 